# Chiesa di Sant'Omobono (Sant'Omobono Terme)
La chiesa di Sant'Omobono è la parrocchiale di Mazzoleni frazione di Sant'Omobono Terme in provincia e diocesi di Bergamo, e fa parte del vicariato di Rota d'Imagna.

## Storia
Il documento più antico che attesta l'esistenza di un edificio religioso sul territorio di Mazzoleni risale al 1260, essendo inserita in questa data tra le chese tassate dalla diocesi di Bergamo a sostegno del clero, anche se di questa antica chiesa non ci sono fonti che la descrivano, ma vi erano assoggettate alcune contrade e le relative chiese. Qui risulta citata infatti l'Ecclesia S. Homboni de Valdimania. Era una delle tre uniche parrocchie della val Brembana. Vi erano un altare dedicato a san Sebastiano e un portico dove fu fatto elevare un altare dedicato a Maria Maddalena patrona dei disciplini che ne avevano il giuspatronato. In un verbale risulta che la piccola chiesa era posta a fianco della canonica, era aperta su tre lati, vi era un altare e molte sepolture.
Nel Medioevo il commercio della lana era la principale economia della valle e probabilmente questo portò a scegliere il protettore dei mercanti Sant'Omobono Tucenghi  come proprio patrono. Il riconoscimento del titolo di chiesa parrocchiale risale però solo al 1651 quando il 12 agosto fu consacrata. Il vescovo di Bergamo Giovanni Paolo Dolfin fece la sua visita pastorale il 6 gennaio 1782, in quell'occasione posò la prima pietra di un nuovo edificio di culto, realizzato su disegno dell'architetto Giovanni Terzo Moroni da Ponte San Pietro, forse perché quello antico era in grave stato di degrado e non più rispondente alle necessità del territorio.
La sua erezione e decorazione si protrassero per oltre 50 anni. Nel 1806 l'aula della chiesa fu decorata con affreschi sulla volta da Vincenzo Angelo Orelli, mentre gli stucchi furono realizzati nel 1846 da Francesco Rota e nel 1863 la chiesa fu consacrata dal vescovo di Bergamo Pietro Luigi Speranza.
Il campanile con le otto campane in si bemolle furono consacrate dal vescovo Gaetano Camillo Guindani il 20 gennaio 1884. Le campane erano state fuse dalla ditta di Varese Bizzozero, mentre il castelletto e la cuspide della torre campanaria erano stati progettati dall'architetto don Antonio Piccinelli. Alla chiesa furono aggiunti l'organo a canne di Giovanni Foglia fu Prospero, la tela Sacra Famiglia opera di Abramo Spinelli.
Nei primi anni del Novecento la chiesa ebbe un cedimento strutturale che obbligò alla realizzazione di lavori di consolidamento. Nel terzo decennio del Novecento l'ingegnere Luigi Angelini curò il rinnovo dell'aula con nuove decorazioni, dipinti e stuccature e dorature. Gli ultimi anni del XX secolo la facciata fu oggetto di una pulizia e di alcune modifiche con la rimozione e sostituzioni delle parti più usurate.

## Descrizione

### Esterno
La chiesa, preceduta da un ampio sagrato ha la facciata divisa su due ordini, particolarmente articolata, composta dal pronao alto quanto l'ordine inferiore dell'edificio. Il pronao ha tre aperture, centralmente quella maggiore composta da due colonne con eleganti capitelli onici, con arco a tutto sesto, quelle due laterali lineari con la parte superiore completa di due altorilievi raffiguranti Mosè che fa scaturire da una roccia l'acqua e mentre alza il serpente di bronzo. Lateralmente due lesene complete di basamento e coronate da capitelli corinzi sorreggono la trabeazione che regge il cornicione marcapiano dove vi sono le statue di san Pietro e Paolo, e due fiaccole poste all'estremità. L'ingresso posto centralmente con cornici in pietra artificiale martellinata ha la lunetta superiore con affrescato raffigurante Cristo Re con i sant'Omobono e papa Pio XI . Il primo indica la parrocchiale raffigurata alle sue spalle e a lui dedicata, mentre il secondo la basilica romana di San Pietro 
La parte superiore della facciata è ornata da quattro lesene e contro-lesene che la dividono in cinque sezioni. Le lesene sono decorate con festoni di frutta e capitelli con fogli d'acanto. La facciata prosegue con il cornicione sagomato. Centrale l'ampia finestre ad arco mentre laterali due nicchie sagomate vuote. Un'ulteriore marcapiano sorregge la struttura centrale dove è posta la statua di sant'Omobono, e due grandi angeli laterali.

### Interno
L'interno a croce latina, si sviluppa su tre campate divise da doppie lesene stuccate a lucido con capitelli corinzi che reggono la trabeazione completa di strombature da dove partono le finestre poste sopra ogni cappella, prosegue la volta a botte. Tre cappelle sono presenti su ogni lato, mentre il transetto ospita cappelle di misura maggiore. La prima cappella a sinistra è dedicata al sacramento del battesimo con il fonte battesimale.
La zona presbiteriale a pianta rettangolare è anticipata da quattro gradini e termina con l'abside semicircolare dove è posto il coro in noce con 21 stalli. 
L'aula è ricca di decorazioni a fresco e stuccature.